# Hoplobatrachus crassus
Espèce
Synonymes
- Rana malabarica Kelaart, 1853
- Rana crassa Jerdon, 1854 "1853"
- Hoplobatrachus ceylanicus Peters, 1863

Statut de conservation UICN

 LC  : Préoccupation mineure
Hoplobatrachus crassus est une espèce d'amphibiens de la famille des Dicroglossidae.

## Répartition
Cette espèce se rencontre au Sri Lanka, en Inde, au Bangladesh et au Népal du niveau de la mer jusqu'à 600 m d'altitude.
Sa présence est incertaine au Bhoutan, en Birmanie et en Chine.

## Description
Hoplobatrachus crassus mesure de 60 à 90 mm pour les mâles et de 70 à 135 mm pour les femelles. Son dos est olive ou jaune avec des taches brunes ou noires. Certains individus présentent une ligne longitudinale jaune bien visible. Son ventre varie du blanc au jaunâtre.

## Publication originale
- Jerdon, 1854 "1853" : Catalogue of reptiles inhabiting the Peninsula of India. Journal of the Asiatic Society of Bengal, vol. 22, p. 522-534 (texte intégral).